# Parantipathes
Parantipathes Brook, 1889 è un genere di esacoralli antipatari della famiglia Schizopathidae.

## Distribuzione e habitat
La maggior parte delle specie è diffusa nell'oceano Pacifico sud-occidentale. Una specie (Parantipathes larix) è presente nel mar Mediterraneo e nell'Atlantico orientale, e un'altra (P. tetrasticha) nell'Atlantico occidentale.

## Tassonomia
Il genere comprende le seguenti specie:
- Parantipathes dodecasticha Opresko, 2015
- Parantipathes euantha (Pasternak, 1958)
- Parantipathes helicosticha Opresko, 1999
- Parantipathes hirondelle Molodtsova, 2006
- Parantipathes laricides van Pesch, 1914
- Parantipathes larix (Esper, 1788)
- Parantipathes robusta Opresko, 2015
- Parantipathes tetrasticha (Pourtalès, 1868)
- Parantipathes wolffi Pasternak, 1977